# Kepler-11e
Kepler-11e és un exoplaneta descobert en òrbita a l'estel de tipus solar Kepler-11. És el quart de sis planetes al voltant de Kepler-11 descobert per la NASA mitjançant el telescopi espacial Kepler. Kepler-11e es va trobar amb el mètode de trànsit, pel qual un planeta passa per davant del seu estel i és detectat pel telescopi. Kepler-11e és probablement un gegant de gas com Neptú, amb una densitat menor que la de Saturn, el planeta menys dens del Sistema Solar. La seva baixa densitat pot ser probablement a causa d'una gran quantitat d'hidrogen i d'heli en l'atmosfera. Kepler-11e té una massa vuit vegades superior a la de la Terra i un radi de 4,5 vegades el de la Terra. El planeta orbita al seu estel cada 31 dies en una el·lipse que cabria dins de l'òrbita de la Mercuri. El seu descobriment es va anunciar el 2 de febrer de 2011 al costat d'altres cinc planetes després d'haver estat confirmat des de diversos observatoris.